# 曲沃克晉
1. 重定向 曲沃代翼